# Hippichthys spicifer
Hippichthys spicifer är en fiskart som först beskrevs av Ruppell 1838.  Hippichthys spicifer ingår i släktet Hippichthys och familjen kantnålsfiskar. IUCN kategoriserar arten globalt som livskraftig. Inga underarter finns listade i Catalogue of Life.